# El Progreso (departement)
Departamento de El Progreso är ett departement i Guatemala. Det ligger i den centrala delen av landet, 60 km öster om huvudstaden Guatemala City. Antalet invånare är 158 092. Arean är 1 922 kvadratkilometer.
Terrängen i Departamento de El Progreso är mycket bergig.
Departamento de El Progreso delas in i:

1. Municipio de Sansare
2. Municipio de San Cristóbal Acasaguastlán
3. Municipio de Sanarate
4. Municipio de San Antonio La Paz
5. Municipio de San Agustín Acasaguastlán
6. Municipio de Morazán
7. Municipio de El Jícaro
8. Municipio de Guastatoya

Följande samhällen finns i Departamento de El Progreso:

- Sanarate
- Guastatoya
- San Agustín Acasaguastlán
- San Antonio La Paz
- El Jícaro
- Sansare
- Morazán
- San Cristóbal Acasaguastlán